# 奥野正明
奥野 正明（おくの まさあき、1980年5月15日 - ）は日本の俳優。身長180cm。血液型B型。
2017年より株式会社PuR global entertainmentに所属。クイーンズファクトリーに所属していたが、2016年12月に離籍。以前は2年3組（芸能事務所）に所属していた。埼玉県出身。

## 人物
- 第一種普通免許、日俳連アクションライセンス中級
- 特技:殺陣、ドラム、ギター、サッカー
- 趣味: 映画鑑賞、読書、フットサル

レオナルド・ディカプリオが大好きで尊敬している。
ドラマ・映画・CM・舞台で活躍。
アディーレ法律事務所のCMでは数年にわたりメインの弁護士役を演じた。
2015年以降、東京喰種・刀剣乱舞など、漫画やゲーム原作の舞台に出演している。2017年にミュージカルを降板してから活動を休止している。

## 芸歴

### テレビ
2006年
- 「だめんず・うぉ〜か〜」(テレビ朝日)元カレ役

2007年
- 『女帝 SUPER QUEEN』第二話　黒服役

2011年
- 「臨死!!江古田ちゃん」第2話・3話・9話・特別版(日本テレビ)J-POP男役

2012年
『東京全力少女』【日本テレビ】カメラマン役
- 「火曜曲!」徳永英明役 (TBS)
- 「火曜曲!」avex松浦社長役 (TBS)
- 「中居正広の金曜日のスマたちへ」T-BOLAN森友嵐士役 (TBS)
- 「中居正広の金曜日のスマたちへ」森進一役 (TBS)
- 「中居正広の金曜日のスマたちへ」EXILE HIRO役 (TBS)
- 「中居正広の金曜日のスマたちへ」佐村河内守役 (TBS)

2014年
- 「中居正広の金曜日のスマたちへ」(E-girls) EXILE HIRO役 (TBS)
- 「発掘！歴史に秘めた恋物語」和泉式部篇　為尊親王、敦道親王役 (BSフジ)
- 「女はそれを許さない」弁護士役　(TBS)
- 「水球ヤンキース」記者役 (フジテレビ)
- 「若者たち」第8話コック役 (フジテレビ)
- 「昼顔〜平日午後3時の恋人たち」第7話カメラマン役 (フジテレビ)
- 「中居正広の金曜日のスマたちへ」X-JAPAN YOSHIKI役 (TBS)
- 「HERO」弁護士役 (フジテレビ)
- 『若者たち』（フジテレビ）シェフ役
- 「東京ガードセンター」第3話ジュエリーショップ店長役 (BS258 Dlife)
- 「女神ビジュアル」(NHK BSプレミアム)

2015年
- 「美しき罠」第一話 司会者役 (フジテレビ)

2017年
- 警視庁いきもの係 （フジテレビ）第一話‐ 八木良和役（犯人）

### CM
2003年
- 日清食品 具多（市川準監督）
- 青森銀行 Aキャッシング

2007年
- TOYOTAラクティス

2014年〜2015年
- アディーレ法律事務所　メイン弁護士役

2017年
- 【東邦ガス】
- サントリー白州　夫婦役
- ベンザブロック

### 舞台
- 劇団OPAプロデュース『村岡伊平治伝』 西山竹次 役
- 『そして森は生きている』未来型ロボット 役
- Be Withプロデュース『幕末太陽伝』 近藤勇 役 (2009年1月)
- Be Withプロデュース『空の境界』 中岡慎太郎 役 (2009年8月)
- 『念友 本能寺〜鬼を愛してしまった男〜』(2011年12月)
- FREE（S）プロデュース『DREAM』1章・2章・3章 長谷部勝 役
- [高瀬道場]プロデュース『新撰組完結編 血斗油小路』北添吉摩 役
- ぱるエンタープライズプロデュース 『オアシスの旅人たち』 オカマのマスター 役
- 『東京喰種トーキョーグール』笛口アサキ 役 （2015年7月）
- 『ミュージカル刀剣乱舞　トライアル公演』源頼朝役　（2015年10月30日〜11月8日）
- 『ミュージカル刀剣乱舞　阿津賀志山異聞』源頼朝役　（2016年5月27日〜6月26日）
- 『真剣乱舞祭2016』源頼朝役　（2016年12月13日〜12月21日）
- 『VSクリスマス』映画監督役　ゲスト出演
- 『アプリ男子デジタルラバーズ』オーナー役　（2016年7月27日〜31日）
- シェイクスピア『ヴェニスの商人』俳優座劇場　アントーニオ役
- 『狼魔冥遊奇譚』コフレリオシアター杮落とし公演　卜部甚左衛門役
- 『花嫁は雨の旋律』マスター役　（2017年8月16日〜20日）
- 『ミュージカル刀剣乱舞　つはものどもがゆめのあと』源頼朝役  （2017年11月〜2018年1月30日）※降板[2]

### 映画
2004年
- 「爆走デコトラ列伝」松井役（桑原昌英監督）
- 「くりいむレモン」（山下敦弘監督）

2005年
- 「天使が降りた日〜電柱の上に咲いた花」（飯塚健監督）
- 「天使が降りた日〜プロローグ〜」天使役（山下太平監督）

2007年
- 「クロサギ」倶楽部さくらみち黒服役（石井康晴監督）

2009年
- 「Boil Away」生島マサシ役（田倉賢一監督）
- 「カイジ〜人生逆転ゲーム〜」エスポワールじゃんけんゲーム参加者役

2010年
- 「交渉人 堂本零時」ヒットマン役（宝来忠昭監督）
- 「ギャングスタ」魔王役（川野浩司監督）

### 広告
2013年
- R25「スモークレスタバコSTIX」特集モデル

2014年
- Microsoft surface pro3 web CM　クライアント社員役
- Canon製品WEBサイト
- アウディ新聞広告

2015年
- 東急リバブル　ポスター
- 東京都交通局　広告
- DMM英会話　webイメージ映像
- 三井不動産　イントロダクション映像

2016年
*ルネサス　イメージ映像
*スーパーホテル　イントロダクション映像
2017年
*DAZN ゴールチャレンジ
*一般社団法人日本能率協会イメージドラマ主演

### PV
- 『スキップ』唄：ひなた